# Brachyleptura dehiscens
Brachyleptura dehiscens är en skalbaggsart som först beskrevs av Leconte 1859.  Brachyleptura dehiscens ingår i släktet Brachyleptura och familjen långhorningar. Inga underarter finns listade.